# Алижо
Алижо́ (порт. Alijó; [ɐli'ʒɔ]) — посёлок городского типа в Португалии, центр одноимённого муниципалитета в составе округа Вила-Реал. По старому административному делению входил в провинцию Траз-уж-Монтиш и Алту-Дору. Входит в экономико-статистический субрегион Дору, который входит в Северный регион. Численность населения — 2,8 тыс. жителей (посёлок), 10,5 тыс. жителей (муниципалитет) на 2021 год. Занимает площадь 298 км².
Покровителем посёлка считается Дева Мария (порт. Maria).
Праздник посёлка — 11 ноября.

## Расположение
Посёлок расположен в 24 км на восток от адм. центра округа города Вила-Реал.
Муниципалитет граничит:
- на севере — муниципалитет Вила-Пока-де-Агиар, Мурса
- на востоке — муниципалитет Карразеда-де-Ансьянш
- на юге — муниципалитет Сан-Жуан-да-Пешкейра
- на западе — муниципалитет Саброза

## История
Поселок основан в 1226 году.

## Население
| Численность населения муниципалитета по годам | Численность населения муниципалитета по годам | Численность населения муниципалитета по годам | Численность населения муниципалитета по годам | Численность населения муниципалитета по годам | Численность населения муниципалитета по годам | Численность населения муниципалитета по годам | Численность населения муниципалитета по годам | Численность населения муниципалитета по годам | Численность населения муниципалитета по годам |
| --------------------------------------------- | --------------------------------------------- | --------------------------------------------- | --------------------------------------------- | --------------------------------------------- | --------------------------------------------- | --------------------------------------------- | --------------------------------------------- | --------------------------------------------- | --------------------------------------------- |
| 1801                                          | 1849                                          | 1900                                          | 1930                                          | 1960                                          | 1981                                          | 1991                                          | 1993                                          | 1995                                          | 1996                                          |
| 2423                                          | 5454                                          | 19 919                                        | 20 452                                        | 23 511                                        | 18 846                                        | 16 327                                        | 16 300                                        | 16 000                                        | 15 810                                        |

## Состав муниципалитета
В муниципалитет входят следующие районы:
1. Алижо
2. Амьейру
3. Карлан
4. Казал-де-Лойвуш
5. Каштеду
6. Коташ
7. Фавайуш
8. Пегариньюш
9. Пиньян
10. Популу
11. Рибалонга
12. Санфинш-ду-Дору
13. Санта-Эужения
14. Сан-Мамеде-де-Рибатуа
15. Вале-де-Мендиш
16. Вила-Шан
17. Вила-Верде
18. Вилар-де-Масада
19. Виларинью-де-Коташ